# Emblyna budarini
Emblyna budarini là một loài nhện trong họ Dictynidae.
Loài này thuộc chi Emblyna. Emblyna budarini được Yuri M. Marusik miêu tả năm 1988.